# 諾德韋縣 (密蘇里州)
諾德韋县（英語：Nodaway County）是美国密蘇里州西北部的一個縣，北鄰艾奥瓦州相望，面積2,273平方公里。根據2020年美國人口普查，共有人口21,241人。縣治瑪麗維爾（Maryville）。該縣成立於1843年1月2日，縣名來自諾德韋河 （波塔瓦托米语「平靜」的意思）。